# 本野亨
本野 亨（もとの とおる、1879年（明治12年）6月27日 - 1951年（昭和26年）2月8日）は、明治から昭和初期の電気工学者。神奈川県出身。

## 経歴
- 1879年、読売新聞社創業者・2代目社長の本野盛亨子爵の四男として生まれる。

兄に寺内内閣で外務大臣を務めた本野一郎、早稲田大学教授・4代目読売新聞社社長を務めた本野英吉郎、弟に建築家で京都高等工芸学校教授を務めた本野精吾がいる。
- 1902年に京都帝国大学理工科大学電気工学科を卒業、翌1903年にフランスへ留学した。
- 1906年に京都帝国大学理工科大学助教授、1912年に同教授となり、電気照明・電気材料の研究を行った。1913年に工学博士の学位を受けた。
- 1927年に照明学会会長となり、1928年にアメリカに出張、国際照明会議に出席した。
- 1951年に逝去。享年71。

| 学職          | 学職                               | 学職            |
| ------------- | ---------------------------------- | --------------- |
| 先代 小平浪平 | 電気学会会長 22代：1935年 - 1936年 | 次代 秋山武三郎 |